# Депортація вірменської інтелігенції
Депортація вірменської інтелігенції 24 квітня 1915 року — подія, що традиційно вважається початком геноциду вірменів. Являла собою арешт лідерів вірменської громади в столиці Османської імперії Константинополі (нині Стамбул), а згодом і в інших місцях, яких потім доставили до центрів ув'язнення, де більшість одразу вбили. Була ухвалена міністром внутрішніх справ Османської імперії Мехмедом Талаат-пашею. Тієї ночі була заарештована перша хвиля з 235 до 270 вірменських інтелектуалів Константинополя. Письменник Вртанес Папазян і музикант Комітас є одними з небагатьох, хто вижив.
Подія описується істориками як «удар на обезголовлення», метою якого було позбавити вірменське населення лідерства та шансу на опір. В пам'ять про жертв геноциду вірменів 24 квітня було обране датою для відзначення Дня пам'яті жертв геноциду вірменів, що був вперше відзначений у 1919 році в четверту річницю подій у Константинополі. Відтоді геноцид вірмен щорічно вшановується в цей же день, який став національним днем пам'яті у Вірменії та Республіці Арцах і відзначається вірменською діаспорою в усьому світі.

## Затримання
Міністр внутрішніх справ Османської імперії Талаат-паша віддав наказ про затримання 24 квітня 1915 року. Операція почалася о 8 годині вечора. У Константинополі акцію очолив начальник константинопольської поліції Бедрі-бей. У ніч з 24 на 25 квітня 1915 року під час першої хвилі за вказівкою Міністерства внутрішніх справ було заарештовано від 235 до 270 вірменських лідерів Константинополя, серед яких були священнослужителі, лікарі, редактори газет, журналісти, юристи, вчителі, політики та інші. Розбіжності в цифрах можна пояснити невпевненістю міліції, оскільки вони ув'язнювали людей зі схожими іменами.
Відбулися подальші депортації зі столиці. Першим завданням було виявлення ув'язнених. Їх утримували протягом одного дня в поліцейській дільниці (осман. Emniyeti Umumiye) і центральній в'язниці. Друга хвиля збільшила цифру ув'язнених до 500—600.
До кінця серпня 1915 року близько 150 вірмен з російським громадянством були депортовані з Константинополя в ізолятори. Кілька затриманих, у тому числі письменник Олександр Паносян (1859—1919), були звільнені в ті ж вихідні, перш ніж їх перевели до Анатолії. Загалом, за оцінками, було затримано та зрештою депортовано 2345 вірменських відомих діячів, більшість з яких не були націоналістами та не мали жодних політичних пристрастей.

## Центри утримання
Після ухвалення закону Техчір (Закон про переселення вірменів) 29 травня 1915 року вірмени, які залишилися в цих двох центрах утримання, були депортовані до Османської Сирії. Більшість заарештованих переправили з Центральної в'язниці через Сарай Бурну пароплавом № 67 компанії «Шіркет» на залізничну станцію Хайдарпаша. Після десятигодинного очікування наступного дня їх відправили спецпоїздом у напрямку Ангори (Анкара). Весь конвой складався з 220 вірмен. Вірменський провідник отримав список імен депортованих. Його передали вірменському Константинопольському патріарху Завену Дер Єгіаяну, який одразу ж марно намагався врятувати якомога більше депортованих. Єдиним іноземним послом, який допомагав йому в його зусиллях, був посол США Генрі Моргентау. Після 20-годинної подорожі потягом депортовані вийшли в Сінканкьой (біля Анкари) у вівторок опівдні. На станції Ібрагім, директор Центральної в'язниці Константинополя, проводив сортування. Депортованих розділили на дві групи.
Одну групу відправили до Чанкири (і Чорум між Чанкирі та Амасією), а іншу до Аяша. Тих, кого відлучили до Аяша, везли на возах кілька годин далі до Аяша. Майже всі вони були вбиті через кілька місяців в ущелинах біля Анкари. Лише 10 (або 13) депортованих із цієї групи отримали дозвіл повернутися до Константинополя з Аяша. Група з 20 осіб, які запізнилися, арештованих 24 квітня, прибула до Чанкирі приблизно 7 або 8 травня 1915 року. Приблизно 150 політичних в'язнів утримували в Аяші, а ще 150 інтелектуалів утримували в Чанкирі.

## Деякі з вірменських інтелектуалів, які були затримані, депортовані та вбиті в 1915 році
- Григор Зохраб
- Даніел Варужан
- Рубен Зардарян
- Арташес Арутюнян
- Сіаманто
- Рубен Севак
- Тигран Чекурян
- Дикран Келеджян
- Тлкатінци
- Ерухан
- Амбарцум Бояджиян
- Арутюн Джангюлян
- Єновк Шаген
- Шагрікян Арутюн